# Michael S. Steele
Michael Stephen Steele (* 19. října 1958 Andrewsova spojená základna, Maryland, USA) je americký politik.
Stal se vůbec prvním černochem, který předsedal Republikánské straně, a druhým černochem ve Spojených státech, jenž se stal předsedou jedné ze dvou hlavních politických stran.
V letech 2003 až 2005 byli Steele a viceguvernérka Jennette Bradley z Ohia nejvýše postavenými černými republikány, kteří byli do své funkce kdy zvoleni. Steele zkoušel neúspěšně kandidovat do Senátu za stát Maryland, ale byl poražen demokratem Benem Cardinem. Pracoval také pro právnickou firmu Dewey & LeBoeuf, kde působil na pozici partnera.